# Dengfeng
Dengfeng (kineski: 登封, pinyin: Dēngfēng) je grad u pokrajini Henan u Kini. Nalazi se u podnožju 1500 m visoke planine Song, koja je jedna od najsvetijih planina u Kini. Nekad je bio je poznat kao Yangcheng (陽城, Yángchéng) i bio je stara kineska prijestolnica drevne dinastije Xia (oko 2070. – 1600. pr. Kr.). Dengfeng je jedno od cijenjenih duhovnih središta Kine, i u njemu se nalaze brojni vrijedni kulturni i povijesni spomenici, kao što su: taoistički hram Zhongyue (523.), budistički Šaolinski hram (odakle potječe Zen), te konfucijska akademija Songyang. Zbog toga su ga kineski pjesnici prozvali „središtem neba i zemlje”, jer je astronomska ideja središta zemlje bila jako važna za ideju carske moći.
Uz Denfeng se nalazi četvrt od 40 km² u kojoj se nalazi 8 skupina građevina, među kojima su troja Han Que vrata (ostaci najstarijih građevina u Kini), te slavni hram Zhougong („Hram platforme sunčevog sata”) i Opservatorij Danfeng. Kako su ove građevine izgrađene tijekom vladavine devet kineskih dinastija, one odražavaju različite načine doživljavanja ovog vjerskog središta kao „središta neba i zemlje”, kako su ga prozvali. Zbog toga su upisane na UNESCO-ov popis mjesta svjetske baštine u Aziji i Oceaniji od 2010. god. kao "kompleks spomenika koji je zadržao veliku umjentičku i povijesnu vrijednost zahvaljujući štovanju i kontinuiranoj podršci kineskih careva više od 2.000 godina".

## Povijest
Dokazi o ljudskom obitavanju na planini Song datiraju u paleolit, poput primjerice bogatog nalazišta u špilji Zhiji. Tijekom neolita na planini je nastala jedna od najnaprednijih kultura u Kini, što pokazuju nalazi Longshan kulture na Wangchenggangu u Dengfengu. Ona je evoluirala u najranije države u Kini: dinastije Xia, Shang i Zhou. Neke od njihovih metropola (uključujući Luoyi, Yangcheng i Wangchenggang) su se nalazile oko brda Songshan. 
Tijekom prvih nekoliko stoljeća nakon što je dinastija Han uvela budizam u Kinu, mnogi budistički hramovi su osnovani oko brda Songshan, uključujući Songyue, Shaolin i Huishan, a Chan sekta se proširila iz Shaolinskog hrama. Ovo područje je također odigralo i važnu ulogu u razvoju taoizma.
Za dinastije Tang (618. – 907.), carica Wu je odredila boga planine Songshan za "cara srednjih nebesa", dok je car Xuanzong nominirao boga kao "kralja srednjih nebesa" i proširio hram Zhongyue.
Za dinastija Song (960. – 1279.) i Jin (1115. – 1234.) došlo je do daljnje carske podrške koja je dovela do naglog razvoja religija i hramova, te stvaranje Akademije klasičnog učenja (konfucijanizam). Za dinastije Yuan nastale su 44 pagode, kao i zvjezdarnica Denfeng.
Za dinastije Ming (1365. – 1644.) vjerski kompleksi su dosegnuli najveći opseg i prosperitet, i iz tog doba je preživjelo devet dvorana i 143 pagode. U tom razdoblju je napušten pojam "središta zemlje" jer je prihvaćena zapadna ideja o okrugloj Zemlji.
Tijekom dinastije Qing (1644. – 1912.), zgrade su obnovljene ili dograđene, te je na ovom mjestu danas više Qing građevina nego na bilo kojem drugom mjestu, uključujući i 34 hrama. Izgradnji je došao kraj tijekom osnivanja Komunističke Republike Kine.
Tijekom više od 2.000 godina izgradnje i obnove hramova, iako prijestolnica Kine još od 3. stoljeća prije Krista nije bila oko brda Songshan, 68 vladara je posjetilo planinu, ili su poslali žrtve, a spisatelji, znanstvenici i istaknuti redovnici su bili privučeni živjeti u vjerskim ustanovama.

## Vanjske poveznice
- Službena stranica grada (engl.)